# Stephania micrantha
Stephania micrantha là một loài thực vật có hoa trong họ Biển bức cát. Loài này được H.S. Lo & M. Yang miêu tả khoa học đầu tiên năm 1982.